# Bururi (provins)
Bururi är en av Burundis 18 provinser. Huvudorten är Bururi. Invånarantalet var 574 013 vid folkräkningen 2008, men tre kommuner med sammanlagt 260 911 invånare 2008 överfördes till den nybildade provinsen Rumonge 2015. Provinsen täcker 1 644,68 km², till 2015 2 465,12 km².